# Episodi di Melissa & Joey (quarta stagione)
La quarta e ultima stagione della serie televisiva Melissa & Joey, composta da 22 episodi, è stata trasmessa negli Stati Uniti dall'emittente ABC Family dal 22 ottobre 2014 al 5 agosto 2015.
La stagione è in onda in prima visione in lingua italiana su RSI La1 dal 9 luglio 2016.
La stagione in Italia è Inedita.
| n° | Titolo originale              | Titolo italiano                  | Prima TV USA     | Prima TV in italiano |
| -- | ----------------------------- | -------------------------------- | ---------------- | -------------------- |
| 1  | Witch Came First              | La strega                        | 22 ottobre 2014  | 9 luglio 2016        |
| 2  | A Melanie & Josiah Christmas  | Il Natale di Melanie e Josiah    | 10 dicembre 2014 | 11 luglio 2016       |
| 3  | The Honeymooners              | La luna di miele                 | 14 gennaio 2015  | 12 luglio 2016       |
| 4  | The Day After                 | Il giorno dopo                   | 21 gennaio 2015  | 13 luglio 2016       |
| 5  | Let's Get It Started          | Cominciamo!                      | 28 gennaio 2015  | 14 luglio 2016       |
| 6  | Failure to Communicate        | Mancanza di comunicazione        | 4 febbraio 2015  | 15 luglio 2016       |
| 7  | Thanks But No Thanks          | La macchina per il caffè         | 11 febbraio 2015 | 16 luglio 2016       |
| 8  | Face The Music                | Padre e figlia popstar           | 18 febbraio 2015 | 18 luglio 2016       |
| 9  | Being There                   | Niente tecnologia                | 25 febbraio 2015 | 19 luglio 2016       |
| 10 | Parental Guidance             | Le regole di Melissa e Joey      | 4 marzo 2015     | 20 luglio 2016       |
| 11 | Gone Girl                     | Dani torna a casa                | 11 marzo 2015    | 21 luglio 2016       |
| 12 | You Say You Want an Ovulation | In attesa della cicogna          | 18 marzo 2015    | 22 luglio 2016       |
| 13 | Call Of Duty                  | Chiamata alle armi               | 3 giugno 2015    | 23 luglio 2016       |
| 14 | You Little Devil              | Il tatuaggio del diavoletto      | 10 giugno 2015   | 3 settembre 2016     |
| 15 | The Book Club                 | Il club di lettura               | 17 giugno 2015   | 10 settembre 2016    |
| 16 | The Early Shift               | Il nuovo lavoro di Joey          | 24 giugno 2015   | 17 settembre 2016    |
| 17 | The Parent Trap               | Sedotto e abbandonato            | 1º luglio 2015   | 24 settembre 2016    |
| 18 | Melissa & Joey's Frozen       | Vorrei incontrarti tra cent'anni | 8 luglio 2015    | 1º ottobre 2016      |
| 19 | Put A Ring On It              | L'anello della discordia         | 15 luglio 2015   | 8 ottobre 2016       |
| 20 | Game Night                    | Il gioco delle coppie            | 22 luglio 2015   | 15 ottobre 2016      |
| 21 | Be The Bigger Person          | Pubbliche scuse                  | 29 luglio 2015   | 22 ottobre 2016      |
| 22 | Double Happiness              | Grandi novità                    | 5 agosto 2015    | 29 ottobre 2016      |